# Josh Duhamel
Joshua David Duhamel (Minot, 14 novembre 1972) è un attore ed ex modello statunitense.

## Biografia
Nato a Minot, in Dakota del Nord, i suoi genitori divorziarono durante la sua infanzia e si trovò a vivere con la madre e le tre sorelle minori Ashlee, Mckenzee e Kassidy. Ha frequentato la Minot State University ed ha giocato come quarterback per la squadra di football dell'università, ma ha lasciato il corso in biologia nel 1995. È successivamente ritornato agli studi ed ha ottenuto la laurea nel 2005.

### Carriera

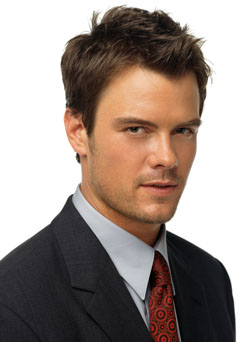
Josh Duhamel nel 2009.

Ottenne il suo primo successo quando venne eletto Modello dell'Anno nel 1997 in una competizione dell'International Modeling and Talent Association (l'altro finalista era Ashton Kutcher). Debuttò sul piccolo schermo nella soap opera della ABC intitolata La valle dei pini che gli regalò un Emmy Award come miglior attore non protagonista. Duhamel è anche apparso in video musicali come I Will Go With You (Con te partirò) di Donna Summer e Genie in a Bottle di Christina Aguilera. Nel 2003 ottenne un ruolo primario nel telefilm della NBC Las Vegas, interpretando l'agente di sicurezza Danny McCoy. Il suo personaggio ha effettuato un crossover, partecipando ad alcuni episodi di Crossing Jordan.
Nel 2004 apparve sul grande schermo nella commedia romantica Appuntamento da sogno! e nello stesso anno la rivista People lo elesse uno dei 50 uomini più belli del pianeta. Nel 2006 entrò nel cast dell'horror Turistas. Dopo aver visto un episodio di Las Vegas, in cui il personaggio di Duhamel torna dalla guerra in Iraq, Steven Spielberg lo scelse personalmente per il ruolo del Capitano Lennox nel blockbuster diretto da Michael Bay Transformers; ruolo che avrebbe ripreso anche per i sequel Transformers - La vendetta del caduto, del 2009, Transformers 3, del 2011, e Transformers - L'ultimo cavaliere, uscito nel giugno 2017. Nel 2010 partecipa al film Ramona e Beezus. Nel 2017 partecipa anche alle riprese del film Tuo, Simon dove interpreta il padre del protagonista.

### Vita privata
Duhamel è stato sposato con la cantante Stacy Ferguson, meglio conosciuta come Fergie. I due si conobbero e cominciarono a frequentarsi nel 2004 quando Fergie e la sua band, i Black Eyed Peas, apparvero in un episodio del telefilm Las Vegas. Duhamel rese pubblico il fidanzamento con la cantante nel dicembre del 2007. I due si sposarono il 12 gennaio 2009 a Malibù con una cerimonia privata. Il 29 agosto 2013 Fergie e Josh hanno avuto un figlio, Axl Jack. Il 14 settembre 2017 Duhamel si separa ufficialmente dalla moglie.

## Filmografia

### Attore

#### Cinema
- The Picture of Dorian Gray - Il ritratto del male (The Picture of Dorian Gray), regia di David Rosenbaum (2004)
- Appuntamento da sogno! (Win a Date with Tad Hamilton!), regia di Robert Luketic (2004)
- Turistas, regia di John Stockwell (2006)
- Transformers, regia di Michael Bay (2007)
- Transformers - La vendetta del caduto (Transformers 2: Revenge of the Fallen), regia di Michael Bay (2009)
- The Romantics, regia di Galt Niederhoffer (2010)
- La fontana dell'amore (When in Rome), regia di Mark Steven Johnson (2010)
- Ramona e Beezus (Ramona and Beezus), regia di Elizabeth Allen (2010)
- Tre all'improvviso (Life as We Know It), regia di Greg Berlanti (2010)
- Transformers 3 (Transformers: Dark of the Moon), regia di Michael Bay (2011)
- Capodanno a New York (New Year's Eve), regia di Garry Marshall (2011)
- Fire with Fire, regia di David Barrett (2012)
- Comic Movie (Movie 43), regia di James Gunn (2013)
- Vicino a te non ho paura (Safe Haven), regia di Lasse Hallström (2013)
- Scenic Route, regia di Kevin Goetz e Michael Goetz (2013)
- Don Peyote, regia di Michael Canzoniero e Dan Fogler (2014)
- Qualcosa di buono (You're Not You), regia di George C. Wolfe (2014)
- Bravetown, regia di Daniel Duran (2015)
- Lost in the Sun, regia di Trey Nelson (2015)
- Conspiracy - La cospirazione (Misconduct), regia di Shintaro Shimosawa (2016)
- CHiPs, regia di Dax Shepard (2017)
- This Is Your Death, regia di Giancarlo Esposito (2017)
- Transformers - L'ultimo cavaliere (Transformers: The Last Knight), regia di Michael Bay (2017)
- Tuo, Simon (Love, Simon), regia di Greg Berlanti (2018)
- Buddy Games, regia di Josh Duhamel (2019)
- Henry, ti presento Oliver (2020)
- Think Like a Dog, regia di Gil Junger (2020)
- Blackout, regia di Sam Macaroni (2022)
- Bandit, regia di Allan Ungar (2022)
- Un matrimonio esplosivo (Shotgun Wedding), regia di Jason Moore (2022)

#### Televisione
- La valle dei pini (All My Children) - serie TV, 27 episodi (1999-2011)
- Ed - serie TV, 1 episodio (2002)
- Las Vegas - serie TV, 106 episodi (2003-2008)
- Crossing Jordan - serie TV, 3 episodi (2004-2007)
- Battle Creek – serie TV, 13 episodi (2015)
- 22.11.63 (11.22.63) – miniserie TV, 4 episodi (2016)
- LA to Vegas - serie TV, 1 episodio (2018)
- Unsolved - serie TV, 10 episodi (2018)
- Jupiter's Legacy - serie TV, 8 episodi (2021)
- Ransom Canyon - serie TV, 10 episodi (2025)

### Doppiatore
- Fanboy & Chum Chum - serie TV, 18 episodi (2009-2011)
- Ot vinta 3D, regia di Olga Lopato (2012)
- Jake e i pirati dell'Isola che non c'è (Jake and the Never Land Pirates) - serie TV, 13 episodi (2012-2015)
- Call of Duty: World War II - videogioco (2017)
- The Callisto Protocol - videogioco (2022)

### Regista
- Buddy Games (2019)

### Sceneggiatore
- Buddy Games, regia di Josh Duhamel (2019)

### Produttore
- Buddy Games, regia di Josh Duhamel (2019)

## Riconoscimenti
- Emmy Awards
  - 2001 – Candidatura come miglior attore non protagonista in una serie drammatica per La valle dei pini
  - 2002 – Vittoria Premio come migliore attore non protagonista in una serie drammatica per La valle dei pini
  - 2002 – Candidatura come Coppia americana preferita con Rebecca Budig per La valle dei pini
  - 2003 – Candidatura come miglior attore non protagonista in una serie drammatica per La valle dei pini

- Teen Choice Awards
  - 2004 – Candidatura come migliore Star maschile emergente in una serie TV per Las Vegas
  - 2004 – Candidatura come migliore attore televisivo in una serie drammatica/azione/avventura per Las Vegas
  - 2004 – Candidatura come migliore Star maschile emergente in un film per Appuntamento da sogno!
  - 2004 – Candidatura come migliore cattivo in un film per Appuntamento da sogno!
  - 2007 – Candidatura come migliore attore di un horror/thriller per Turistas
  - 2007 – Candidatura per il migliore combattimento in un film vs. Blackout per Transformers
  - 2010 – Candidatura come migliore attore in una commedia romantica per La fontana dell'amore
  - 2011 – Candidatura come migliore attore in una commedia romantica per Tre all'improvviso
  - 2013 – Candidatura come migliore attore in un film romantico per Vicino a te non ho paura

## Doppiatori italiani
Nelle versioni in italiano delle opere in cui ha recitato, Josh Duhamel è stato doppiato da:
- Riccardo Niseem Onorato in Crossing Jordan, Appuntamento da sogno!, Transformers, Transformers - La vendetta del caduto, La fontana dell'amore, Transformers 3, Bravetown, Conspiracy - La cospirazione, Transformers - L'ultimo cavaliere
- Massimo De Ambrosis in Las Vegas, Turistas, Battle Creek
- Riccardo Rossi in Fire with Fire, Jupiter's Legacy, The Thing About Pam
- Francesco Pezzulli in Tre all'improvviso, Vicino a te non ho paura
- Stefano Crescentini in Blackout, Un matrimonio esplosivo
- Andrea Mete in Comic Movie, 22.11.63
- Simone Veltroni in Ed
- Roberto Certomà in Ramona e Beezus
- Francesco Bulckaen in Capodanno a New York
- Simone D'Andrea in Qualcosa di buono
- Gianfranco Miranda in CHiPs
- Andrea Lavagnino in Tuo, Simon
- Francesco Prando in Unsolved
- Franco Mannella in Bandit

Nei prodotti a cui ha partecipato nelle vesti di doppiatore, in italiano è stato sostituito da:
- Roberto Palermo in Call of Duty: World War II
- Lorenzo Scattorin The Callisto Protocol [15]